# عناقة (سنحان)

تعديل مصدري - تعديل

عناقة هي إحدى قرى عزلة عناقة بمديرية سنحان التابعة لمحافظة صنعاء، بلغ تعداد سكانها 1365 نسمة حسب تعداد اليمن لعام 2004.